# Elektrownia jądrowa Mihama
Elektrownia jądrowa Mihama (jap. 美浜発電所 Mihama hatsudensho) – japońska elektrownia jądrowa nieopodal miasta Mihama, w prefekturze Fukui. Właścicielem i operatorem jest firma Kansai Electric Power Company.

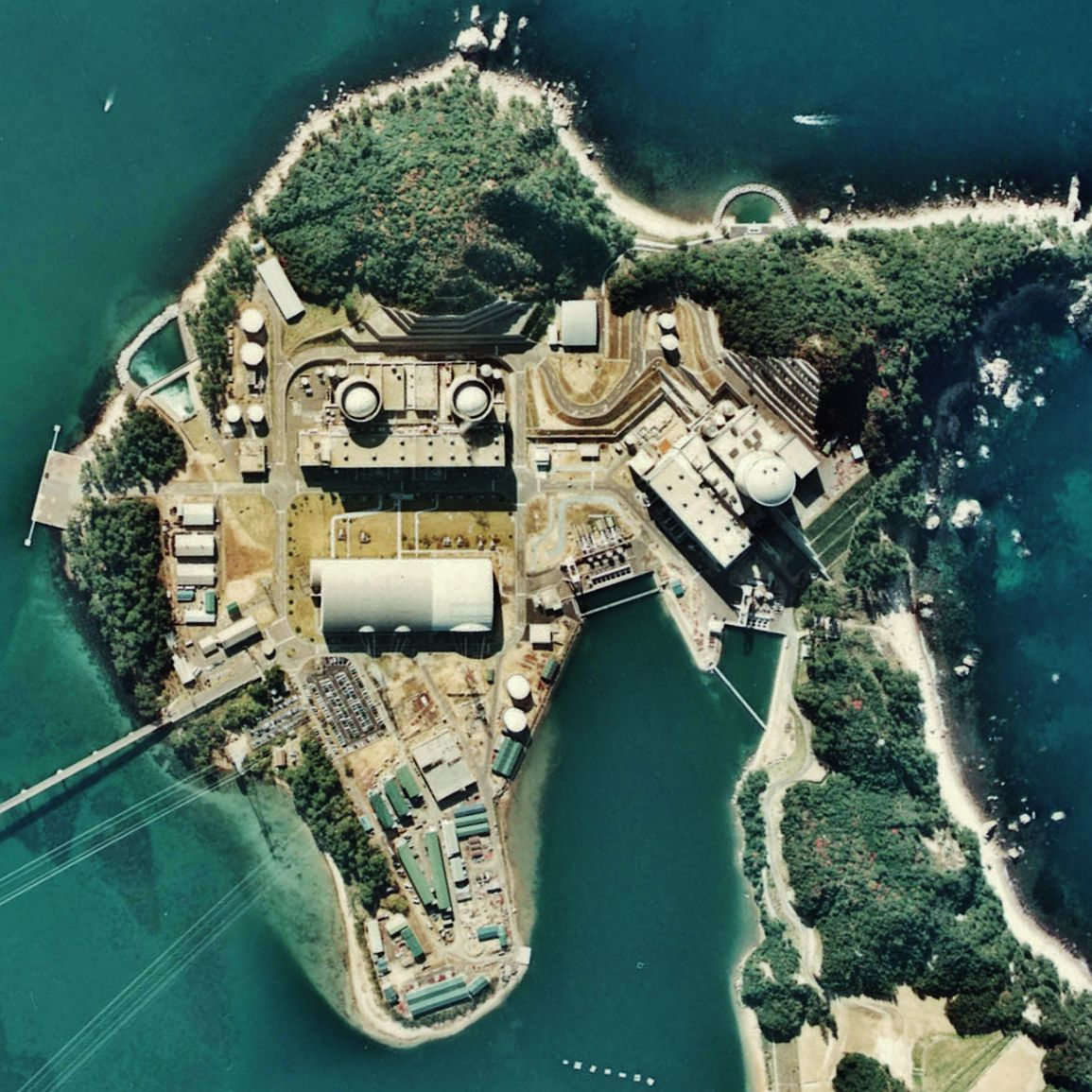
Elektrownia jądrowa Mihama

Teren elektrowni obejmuje 0,52 km², z czego 60% to tereny zielone.

## Reaktory
Reaktor nr 1, jako drugi w historii Japonii, po Tsuruga-1, otrzymał 28 czerwca 2010 licencję na pracę dłużej niż standardowy okres 30-letni. Reaktor będzie mógł pracować przez kolejne 20 lat, ale operator planuje używać go przez najwyżej 10 lat i planuje budowę nowego reaktora w jego zastępstwie.
| Nazwa bloku | Typ reaktora | Producent                   | Rozpoczęcie budowy | Stan krytyczny   | Włącz. do sieci  | Moc elektr. netto (MW) | Moc elektr. brutto (MW) | Moc termiczna (MW) | L. zestaw. paliw. | Koszt całk. bloku |
| ----------- | ------------ | --------------------------- | ------------------ | ---------------- | ---------------- | ---------------------- | ----------------------- | ------------------ | ----------------- | ----------------- |
| Mihama-1    | PWR          | MAPI/Westinghouse           | 28 lutego 1967     | 29 lipca 1970    | 8 sierpnia 1970  | 320                    | 340                     | 1031               |                   |                   |
| Mihama-2    | PWR          | MAPI                        | 31 maja 1968       | 10 kwietnia 1972 | 21 kwietnia 1972 | 470                    | 500                     | 1456               |                   |                   |
| Mihama-3    | PWR          | Mitsubishi Heavy Industries | 31 sierpnia 1972   | 28 stycznia 1976 | 19 lutego 1976   | 780                    | 826                     | 2440               |                   |                   |

## Paliwo MOX
Drugi, po Genkai-3, reaktor załadowany paliwem MOX. Załadunek rozpoczęto 24 lutego 2010.

## Zdarzenia
W latach 1994–2010 w elektrowni miało miejsce 23 usterek lub zdarzeń o których powiadomiono japoński urząd dozoru jądrowego. Osiemnaście zostało sklasyfikowanych na poziomie zerowym skali INES, tj. jako odchylenie bez znaczenia dla bezpieczeństwa. Cztery nie podlegały klasyfikacji INES, a jedna awaria otrzymała stopień 1. Do czasu awarii EJ Fukushima I w 2011 roku, spowodowanej tsunami wywołanym trzęsieniem ziemi, była to największa awaria w japońskiej energetyce jądrowej.

### Rozerwanie rurociągu wtórnego obiegu chłodzenia bloku nr 3
Do zdarzenia tego doszło 9 sierpnia 2004 roku. Blok nr 3 pracował z nominalną mocą termiczną. O godzinie 15:22 wszczęty został automatyczny alarm przeciwpożarowy, a o 15:28 wyzwolony został alarm spowodowany zmniejszeniem się tempa przepływu wody zasilającej generator pary nr 3A poniżej poziomu tempa przepływu pary, w budynku turbin. Spowodowało to automatyczne wyłączenie reaktora. Operator elektrowni natychmiast powiadomił japoński urząd dozoru jądrowego, NISA.
Oględziny miejsca awarii stwierdziły rozerwanie rurociągu skraplacza pary wodnej, we wtórnego obiegu chłodzenia. Rurociąg został przerwany między niskociśnieniowym podgrzewaczem wody zasilającej a odpowietrzaczem, na drugim piętrze budynku turbin, tj. w niejądrowej części bloku nr 3. Gorąca para z rozerwanego rurociągu spowodowała śmierć 5 pracowników i ranienie 6 innych. Pracownicy szykowali się do rutynowej inspekcji, planowanej na 14 sierpnia. W budynku turbin przebywało wówczas łącznie 105 osób.
Reaktor pracował bez problemów i przeszedł w stan „gorącego wyłączenia”. 10 sierpnia godzinie 19:05 reaktor osiągnął stan „zimnego wyłączenia”. Nie odnotowano wycieku substancji radioaktywnych wewnątrz czy na zewnątrz elektrowni.
Przerwany rurociąg był wykonany ze stali węglowej SB42 o grubości 10 mm i średnicy zewnętrznej 558 cm. W miejscu przerwania jego grubość wynosiła 1,4 mm, a graniczna grubość przy której powinien być wymieniony, to 4,7 mm. Jego maksymalna temperatura robocza wynosiła 195 °C a maks. ciśnienie robocze, 1,27 MPa (13 atmosfer). W momencie rozerwania transportował około 1700 m³/h pary wodnej o temperaturze 140 °C i ciśnienie 0,93 MPa (9,5 atmosfery). Z obiegu wyciekło ok. 885 ton wody z 1110 ton normalnie się tam znajdującej.

#### Przyczyny
Wszczęte zgodnie z procedurą śledztwo wykazało, już 10 sierpnia, że miejsce rozerwania rurociągu było narażone na zmęczenie materiału wywoływane turbulencjami przepływu. Operator, firma KEPCO, nie przeprowadzała inspekcji tego miejsca i nie prowadziła go do spisu lokalizacji podlegających kontroli i inspekcjom, a co było przewidziane w zakładowej instrukcji obsługi bloku. Komisja natychmiast zarządziła więc sprawdzenie tych samych rurociągów i ksiąg inspekcji w innych elektrowniach operatora. Zarządzono też inspekcję odcinków głównych rurociągów, których wcześniej nie sprawdzano, co dotyczyło 802 elektrowni cieplnych w Japonii.
Tego samego dnia elektrownię odwiedził minister gospodarki, handlu i przemysłu Japonii, aby zapoznać się z sytuacją i spotkać z okolicznymi mieszkańcami.
Raport komisji wypadkowej zawierał także 8 zastrzeżeń w sposobie zarządzania i rejestracji inspekcji u operatora, np. to, że 9 miesięcy przed awarią podwykonawca rurociągu przypominał operatorowi o konieczności inspekcji, co zostało jednak zignorowane.
Reaktor nr 3 wznowił pracę 10 stycznia 2007 roku.